# سو موژن
سو موژن (انگلیسی: Su Maozhen؛ زادهٔ ۲۳ اکتبر ۱۹۷۱) یک بازیکن فوتبال اهل جمهوری خلق چین است.